# Hafning (Gemeinde Wartmannstetten)
Hafning (früher auch Hafnern genannt) ist eine Ortschaft und eine Katastralgemeinde der Marktgemeinde Wartmannstetten im Bezirk Neunkirchen in Niederösterreich. Die Ortschaft hat 139 Einwohner (Stand 1. Jänner 2024). Bis Ende 1970 war Hafning eine eigenständige Gemeinde.

## Geografie
Das südlich von Wartmannstetten in einer Lichtung gelegene Dorf wird im Osten von Tobelbach umflossen und ist über die Landesstraße L4145 erreichbar.

## Geschichte
Laut Adressbuch von Österreich waren im Jahr 1938 in der Ortsgemeinde Hafning ein Gastwirt, ein Gemischtwarenhändler und mehrere Landwirte mit Ab-Hof-Verkauf ansässig.
Mit 1. Jänner 1971 wurden im Zuge der Niederösterreichischen Kommunalstrukturverbesserung die bis dahin selbständigen Gemeinden Hafning, Ramplach, Straßhof, Unterdanegg und Wartmannstetten zu Wartmannstetten fusioniert.